# Секретарка (фільм)
«Секретарка» (англ. Secretary) — американська садомазохистська драмедія 2002 року, знята режисером Стівеном Шейнбергом за однойменним оповіданням Мері Ґайтскілл. Американська і світова прем'єра фільму відбулася 11 січня 2002 року, прем'єра в Україні — 13 січня 2002 року. Фільм має рейтинг MPAA R (вікові обмеження до 16 років). Виконавиця головної ролі акторка Меггі Джилленгол номінувалася на премію «Золотий глобус».

## Сюжет
Скромна приваблива дівчина Лі Голловей живе з батьками та має яскраво виражені мазохистські нахили. Батько б'є її матір, за чим Лі спостерігає і завдає собі різних самопошкоджень, як-от уколи та опіки. В дитинстві вона випадково порізалася розбитим посудом і відтоді отримує задоволення від болю.
Вона відвідує курси друкування та влаштовується секретаркою до адвоката, містера Едварда Ґрея. Позаяк Ґрей не любить комп'ютери, то повідомляє Лі, що їй доведеться «нудно» працювати на друкарській машинці. Втім, він вражений її високими результатами, отриманими на курсах. Оскільки це її перша робота, Лі припускається помилок, які, як спершу здається, дратують Ґрея. Також він ставить вимоги до одягу та манери рухатися. Але через деякий час стає зрозуміло, що він сексуально збуджується від її підпорядкування. Сестра Лі рада за неї та всіляко підтримує рішення працювати секретаркою. Водночас Лі відчуває інтерес з боку свого друга Пітера.
Ґрей зауважує сліди від самоушкоджень на тілі секретарки і наказує припинити це робити. Натомість він починає практикувати з нею БДСМ. Лі сильно закохується в Ґрея, але він сам часто соромиться свого із нею зв'язку. Тим часом Лі зумисне припускається помилок, аби отримати покарання. Після чергової БДСМ-сесії, де Ґрей наказує секретарці зняти нижню білизну та мастурбує на дівчину, після чого звільняє Лі.
Лі намагається зустрічатися зі знайомим ще зі школи Пітером, а після звільнення вона погоджується вийти за нього заміж. Однак під час приміряння весільної сукні, вона тікає до кабінету Ґрея, де освідчується йому в коханні. Ґрей вирішує випробувати Лі і наказує сісти на крісло, покласти руки на стіл і не рухатися, поки він не повернеться. Він повідомляє про це Пітеру, який приходить до офісу адвоката, але Лі каже йому, що сама хоче цього випробування. Декілька членів сім'ї та друзів відвідують Лі, по черзі намагаючись відмовити чи підбадьорити її. Ґрей у той час спостерігає здалеку, захоплений наполегливістю Лі. Її відмова вийти з офісу, яку сприймають за протест, привертає увагу ЗМІ.
Через три дні Едвард Ґрей повертається в офіс і забирає Лі до себе додому, після чого одружується з нею. Обоє продовжують у подружньому житті садомазохістські стосунки.

## Основний акторський склад
- Меггі Джилленгол — Лі Голловей
- Джеймс Спейдер — Едвард Ґрей
- Джеремі Девіс — Пітер
- Леслі Енн Воррен — Джоан Голловей
- Стівен Мак-Гетті — Берт Голловей
- Патрік Бошо — доктор Твордон
- Джессіка Так — Тріша О'Коннор
- Оз Перкінс — Джонатан
- Емі Локейн — сестра Лі Голловей

## Сприйняття
На агрегаторі рецензій Rotten Tomatoes фільм схвалили 77 % критиків із середньою оцінкою 6,8/10. Консенсус критиків вебсайту повідомляє: «Меггі Джилленхол вражає цією романтичною комедією з дивним поворотом». На Metacritic середньозважена оцінка складає 63 зі 100, вказуючи на «загалом схвальні» рецензії.
Девід Ансен у Newsweek відгукнувся про «Секретарку» як про казку. Коли Лі вперше з'являється в офісі Ґрея у дощовику з капюшоном, вона виглядає як Пурпурова Шапочка, делікатно балансуючи між комедійним та еротичним. Шайнберга не цікавлять клінічні аспекти садомазохізму. Швидше він сприймає це як романтичну комедію, де приниження парадоксально відкриває більше свободи.
Тім Робі в The Telegraph писав, що найкращі моменти фільму — це сцени в офісі, хоча Ґрей там менш вигадливий, аніж Лі. Набагато менш вдалими є сцени поза офісом, особливо ті, де присутній відсторонений Пітер. «Секретарка» — це, зрештою, історія про двох людей, які задовольняють особливі потреби одне одного та знаходять спосіб перетворити це на кохання.
Нев Пірс у рецензії для BBC, оцінив фільм більше негативно, задаючись питанням: чи є тріумфом припинити мучити себе особисто, знайшовши когось іншого, хто заподіює тобі болю? Самоушкодження — це складна тема, яка подається в фільмі таким чином, ніби все гаразд, коли цим займаються мазохісти. «Секретарка» також зосереджує кохання виключно на сексуальному самовираженні, ігноруючи такі аспекти, як співчуття, спілкування та сміх (ці характеристики, можливо, простежуються у стосунках Лі з Пітером). Фільм не є ані особливо приємним, ані жахливо болючим.
Спільні теми та персонаж на прізвище Ґрей у «Секретарці» та франшизі «П'ятдесят відтінків», стали підставами для припущень, що Е. Л. Джеймс надихалася «Секретаркою». Після виходу фільму «П'ятдесят відтінків сірого» журналісти порівнювали їх, зазначаючи, що «Секретарка» — більш переконливий і глибокий твір.

## Нагороди та номінації
| Рік  | Премія                         | Організація                                        | Номінація                                                  | Номінант                                                          | Результат |
| ---- | ------------------------------ | -------------------------------------------------- | ---------------------------------------------------------- | ----------------------------------------------------------------- | --------- |
| 2004 | Empire Award                   | Empire Awards (Велика Британія)                    | Найкраща акторка                                           | Меггі Джилленгол                                                  | Номінація |
| 2003 | «Золотий глобус»               | Golden Globes (США)                                | Найкраще виконання ролі кіноактрисою — комедія або мюзикл  | Меггі Джилленгол                                                  | Номінація |
| 2003 | British Independent Film Award | British Independent Film Awards                    | Найкращий іноземний незалежний фільм                       |                                                                   | Номінація |
| 2003 | Artios Award                   | Casting Society of America (США)                   | Найкращий кастинг для художнього незалежного фільму        | Еллен Паркс (кастінг-директорка)                                  | Перемога  |
| 2003 | COFCA Award                    | Central Ohio Film Critics Association              | Найкраща акторка                                           | Меггі Джилленгол                                                  | Перемога  |
| 2003 | CFCA Award                     | Chicago Film Critics Association Awards            | Найперспективніший виконавець                              | Меггі Джилленгол                                                  | Перемога  |
| 2003 | Chlotrudis Award               | Chlotrudis Awards                                  | Найкращий актор                                            | Джеймс Спейдер                                                    | Номінація |
| 2003 | Chlotrudis Award               | Chlotrudis Awards                                  | Найкраща акторка                                           | Меггі Джилленгол                                                  | Номінація |
| 2003 | Chlotrudis Award               | Chlotrudis Awards                                  | Найкращий адаптований сценарій                             | Ерін Крессіда Вілсон (сценаристка), Стівен Шейнберг               | Номінація |
| 2003 | Directors' Week Award          | Fantasporto                                        | Найкраща акторка                                           | Меггі Джилленгол                                                  | Перемога  |
| 2003 | Independent Spirit Award       | Film Independent Spirit Awards                     | Найкращий дебютний сценарій                                | Ерін Крессіда Вілсон                                              | Перемога  |
| 2003 | Independent Spirit Award       | Film Independent Spirit Awards                     | Найкращий витвір                                           | Ендрю Фірберг (продюсер), Емі Гоббі (продюсерка), Стівен Шейнберг | Номінація |
| 2003 | Independent Spirit Award       | Film Independent Spirit Awards                     | Найкраща головна жіноча роль                               | Меггі Джилленгол                                                  | Номінація |
| 2003 | Golden Orange Award            | Florida Film Critics Circle Awards                 | За незмінну досконалість та авантюрність у кіновиробництві | Емі Гоббі (продюсерка)                                            | Перемога  |
| 2003 | Pauline Kael Breakout Award    | Florida Film Critics Circle Awards                 |                                                            | Меггі Джилленгол                                                  | Перемога  |
| 2003 | Gold Derby Award               | Gold Derby Awards                                  | Прорив року                                                | Меггі Джилленгол                                                  | Номінація |
| 2003 | Golden Trailer                 | Golden Trailer Awards                              | Найкраща романтика                                         | Creative Domain                                                   | Перемога  |
| 2003 | Golden Trailer                 | Golden Trailer Awards                              | Найбільший треш                                            | Creative Domain                                                   | Номінація |
| 2003 | MTV Movie Award                | MTV Movie + TV Awards                              | Найкращий прорив року — акторка                            | Меггі Джилленгол                                                  | Номінація |
| 2003 | NSFC Award                     | National Society of Film Critics Awards (США)      | Найкраща акторка                                           | Меггі Джилленгол                                                  | Номінація |
| 2003 | OFTA Film Award                | Online Film & Television Association               | Найкращий прорив року — жіноча роль                        | Меггі Джилленгол                                                  | Перемога  |
| 2003 | OFCS Award                     | Online Film Critics Society Awards                 | Найкращий прорив року                                      | Меггі Джилленгол                                                  | Перемога  |
| 2003 | OFCS Award                     | Online Film Critics Society Awards                 | Найкраща акторка                                           | Меггі Джилленгол                                                  | Номінація |
| 2003 | «Найкраща акторка»             | Паризький кінофестиваль                            |                                                            | Меггі Джилленгол                                                  | Перемога  |
| 2003 | Гран-прі                       | Паризький кінофестиваль                            |                                                            | Стівен Шейнберг                                                   | Номінація |
| 2003 | PFCS Award                     | Phoenix Film Critics Society Awards                | Найкраща акторка головної ролі                             | Меггі Джилленгол                                                  | Номінація |
| 2003 | PFCS Award                     | Phoenix Film Critics Society Awards                | Найкраща нова акторка                                      | Меггі Джилленгол                                                  | Номінація |
| 2003 | «Золотий Супутник»             | Satellite Awards                                   | Найкраща кіноакторка — комедія або мюзикл                  | Меггі Джилленгол                                                  | Номінація |
| 2003 | VFCC Award                     | Vancouver Film Critics Circle                      | Найкраща акторка                                           | Меггі Джилленгол                                                  | Номінація |
| 2002 | BSFC Award                     | Boston Society of Film Critics Awards              | Найкраща акторка                                           | Меггі Джилленгол                                                  | Перемога  |
| 2002 | Grand Special Prize            | Deauville Film Festival                            |                                                            | Стівен Шейнберг                                                   | Номінація |
| 2002 | Breakthrough Award             | Gotham Awards                                      |                                                            | Меггі Джилленгол                                                  | Перемога  |
| 2002 | Sierra Award                   | Las Vegas Film Critics Society Awards              | Найкраща акторка                                           | Меггі Джилленгол                                                  | Номінація |
| 2002 | Golden Leopard                 | Locarno International Film Festival                |                                                            | Стівен Шейнберг                                                   | Номінація |
| 2002 | NBR Award                      | National Board of Review (США)                     | Прорив року — акторка                                      | Меггі Джилленгол                                                  | Перемога  |
| 2002 | SDFCS Award                    | San Diego Film Critics Society Awards              | Найкраща акторка                                           | Меггі Джилленгол                                                  | Номінація |
| 2002 | Special Jury Prize             | Sundance Film Festival                             | Драма (за оригінальність)                                  | Стівен Шейнберг                                                   | Перемога  |
| 2002 | Grand Jury Prize               | Sundance Film Festival                             | Драма                                                      | Стівен Шейнберг                                                   | Номінація |
| 2002 | TFCA Award                     | Toronto Film Critics Association Awards            | Найкраще виконання — акторка                               | Меггі Джилленгол                                                  | Номінація |
| 2002 | VVFP Award                     | Village Voice Film Poll                            | Найкраще виконання (6-те місце)                            | Меггі Джилленгол                                                  | Номінація |
| 2002 | WAFCA Award                    | Washington DC Area Film Critics Association Awards | Найкраща акторка                                           | Меггі Джилленгол                                                  | Номінація |